# The Blue and the Gray
«The Blue and the Gray» (с англ. — «Синие и серые») — тринадцатый эпизод 22-го сезона мультсериала «Симпсоны».

## Сюжет
Устав от одинокой и пустой жизни, Мо посещает курсы «Как подцепить женщину», где узнаёт один безотказный метод: взять с собой сексуального друга, прийти с ним на вечеринку, заприметить двух одиноких дам, и пока друг отвлекает одну из них, как бы невзначай подкатить ко второй и завести беседу. Мо просит Гомера стать его компаньоном, Симпсон соглашается, и они оба начинают разгуливать по клубам в поисках спутницы жизни для Мо. Гомер помогает ему в качестве «ведомого». У Мардж появляется седая прядь, и в парикмахерской она узнаёт, что на самом деле все её волосы седые, но их красят краской, от которой та забывает о визите к парикмахеру. Мардж решает оставить седой цвет волос, в результате чего выглядит гораздо старше. Все так или иначе насмехаются над ней или задевают. Мардж ревнует Гомера, отправляется в клуб, где тот помогает своим друзьям найти подруг, намереваясь застать его с поличным. Однако Гомер говорит, что именно наличие у него такой прекрасной жены и делает его отличным «вторым пилотом» и что цвет волос не главное.

## Культурные отсылки
- Фраза Гомера «Осталось всего 127 часов» — отсылка к фильму «127 часов».
- «Лицо побеждает руку» — намёк на игру «Камень, ножницы, бумага».
- Барная вывеска «One Night Stan's» — отсылка к One Night Stand.

## Отзывы
Эпизод посмотрели 5,618 миллиона человек получил рейтинг 2,7/7% среди взрослых в возрасте от 18 до 49 лет. Этот эпизод ознаменовал 10% падение по сравнению с предыдущим эпизодом "Отец Гомер".